# Alex Close
Pour les articles homonymes, voir Close.
Alexandre Close dit Alex Close, né le 26 novembre 1921 à Moignelée et mort le 21 octobre 2008 à Ligny,, est un ancien coureur cycliste belge des années 1950.

## Biographie
Professionnel de 1949 à 1959, il a notamment remporté le Tour de Belgique et le Critérium du Dauphiné libéré.

## Palmarès et résultats

### Palmarès par année
- Amateur
  - 1946-1947 : 40 victoires
- 1948
  - Champion de la province de Namur sur route
  - Champion du Hainaut de cyclo-cross
  - Classement général de l'Omnium de la Route
  - 3e de Liège-Charleroi-Liège
- 1949
  - Champion de la province de Namur sur route
  - 5e étape du Tour de Belgique indépendants
  - Omnium de la Route :
    - Classement général
    - 1rea étape (contre-la-montre)

  - 2e de Bruxelles-Saint-Hubert
  - 2e de Bruxelles-Liège
  - 3e du Tour de Belgique indépendants
- 1949
  - 4e du Tour de Catalogne
- 1950
  - Tour de Guelma :
    - Classement général
    - 3e étape

  - 3e du Tour d'Algérie
- 1951
  - 1re étape du Tour de Luxembourg
- 1952
  - 3e étape du Tour de Luxembourg
  - 7e du Tour de France
  - 8e du Challenge Desgrange-Colombo
- 1953
  - 5e étape du Tour de Belgique
  - 2e du Tour de Luxembourg
  - 8e de la Flèche wallonne
  - 8e du championnat du monde de cyclo-cross
  - 10e du Challenge Desgrange-Colombo
- 1954
  - 4eb étape du Tour de Belgique
  - 3e du Grand Prix de Cannes
  - 9e du Critérium du Dauphiné libéré
- 1955
  - 1re étape de À travers la Belgique
  - Classement général du Tour de Belgique
  - 9e du Tour de France
- 1956
  - Hoeilaart-Diest-Hoeilaart
  - Critérium du Dauphiné libéré :
    - Classement général
    - 8e étape

  - 3e de Liège-Bastogne-Liège
- 1957
  - Champion de la province de Namur sur route
  - Bruxelles-Couvin
- 1958
  - Champion de la province de Namur sur route
  - 9e de Paris-Bruxelles
  - 9e du Critérium du Dauphiné libéré

### Résultats sur les grands tours

#### Tour de France
6 participations
- 1952 : 7e
- 1953 : 4e
- 1954 : 29e
- 1955 : 9e
- 1956 : 17e
- 1957 : abandon (2e étape)

#### Tour d'Italie
1 participation
- 1952 : 13e